# Waldemar Chmielewski
Waldemar Marek Chmielewski (ur. 28 lutego 1955 we Wrocławiu, zm. 5 września 2023 w Warszawie) – oficer Służby Bezpieczeństwa w stopniu porucznika, pracownik Samodzielnej Grupy „D” Departamentu IV MSW, uznany przez sąd za winnego zabójstwa księdza Jerzego Popiełuszki  i skazany na 14 lat pozbawienia wolności i zdegradowany, podobnie jak współoskarżeni kapitan Grzegorz Piotrowski i porucznik Leszek Pękala.

## Życiorys
Syn Zenona i Jadwigi. Z wykształcenia politolog. Pracę magisterską pt. Kardynał Stefan Wyszyński – wybrane zagadnienia z działalności polityczno-społecznej, napisaną pod kierunkiem płk. dra Ryszarda Wójcickiego, obronił we wrześniu 1984 w Akademii Spraw Wewnętrznych.
Służbę w Milicji Obywatelskiej rozpoczął w lipcu 1976. Był członkiem PZPR, po degradacji został wykluczony z partii. Aresztowany 26 października 1984. 31 października tego samego roku został zwolniony dyscyplinarnie ze służby i zdegradowany do stopnia szeregowego. Wyrokiem sądu w Toruniu z 7 lutego 1985 został skazany na 14 lat pozbawienia wolności. Na mocy amnestii wyrok został zmniejszony do 4,5 roku. Po zwolnieniu z więzienia 24 kwietnia 1989, zmienił nazwisko. W 1993 wrócił do więzienia na pół roku, ponieważ okazało się, że wyrok złagodzono mu bezpodstawnie.

## Ordery i odznaczenia
- Brązowy Krzyż Zasługi[7]